# Varga József (politikus, 1962)
Varga József (Csenger, 1962. június 27. – ) roma származású magyar politikus; 2002. május 15. óta a Fidesz – Magyar Polgári Szövetség országgyűlési képviselője.

## Családja
Élettársa Palich Etelka.

## Életrajz
A Fővárosi Gázműveknél dolgozott 1981 és 1994 között. 1994 és 1998 között a Főpolgármesteri Hivatal Fidesz-frakciójának a titkára. 1993-ban a Századvég Politikai Iskolánál szerzett képesítést.
A Magyarországi Cigányokért Közalapítvány elnöke 2000-től. 2010 és 2014 között Ferencváros alpolgármestere.
2002. május 15. óta a Fidesz – Magyar Polgári Szövetség országgyűlési képviselője. 2010. május 14. és 2014. július 3. között a Fidesz – Magyar Polgári Szövetség frakcióvezető-helyettese.